# Shebertū
Shebertū (persiska: شبرتو) är en ort i Iran.   Den ligger i provinsen Kurdistan, i den nordvästra delen av landet, 300 km väster om huvudstaden Teheran. Shebertū ligger 1 792 meter över havet och antalet invånare är 137.
Terrängen runt Shebertū är kuperad österut, men västerut är den platt.Runt Shebertū är det ganska glesbefolkat, med 23 invånare per kvadratkilometer. Närmaste större samhälle är Bījār, 17,1 km norr om Shebertū. Trakten runt Shebertū består i huvudsak av gräsmarker.